# Friedrich Felix Furkel
Friedrich Felix Furkel (geboren am 19. Januar 1771 in Kirchen; gestorben am 2. November 1840 in Wetzlar) war ein deutscher Verwaltungsjurist und erster Landrat des Kreises Wetzlar.

## Leben
Furkel studierte ab 21. April 1788 zunächst Theologie, später Rechtswissenschaften an der Universität Gießen, wo er Mitglied der Landsmannschaften der Rheinländer und Franken sowie des Harmonistenordens war. 1798 ist er als ansbachischer Kanzleisekretär der Grafschaft Sayn-Altenkirchen nachweisbar, um 1813 war er Justizrat und Justizamtmann des Amts Cleeberg mit Sitz in Usingen. Nach der Neuordnung der Verwaltung in Preußen nach dem Wiener Kongress wurde er 1816 zum ersten Landrat des Kreises Wetzlar ernannt (bis 1822). Ab 1820 amtierte er auch als kommissarischer Landrat des Kreises Braunfels, der 1822 in den Kreis Wetzlar eingegliedert wurde. 
Mit Allerhöchster Kabinettsorder (AKO) vom 27. Juni wurde Furkel zum 1. Juli 1822 pensioniert.